# Le Brigadier Gérard

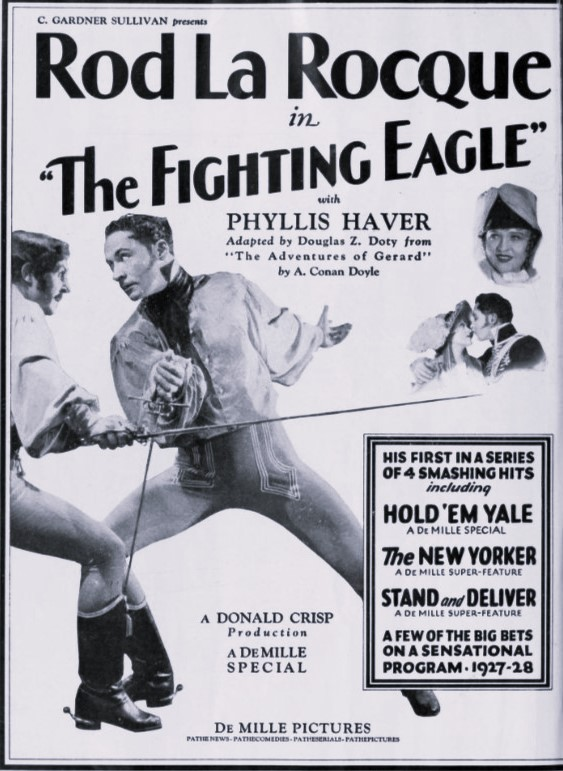
Annonce pour le film.

Le Brigadier Gérard (The Fighting Eagle) est un film américain réalisé par Donald Crisp, sorti en 1927.
Le scénario s'inspire d'un personnage créé par Arthur Conan Doyle, qui se moque à la fois de la vantardise des français et des idées reçues de la part des anglais.

## Synopsis
L'Empereur Napoléon convoque Talleyrand, ministre des Affaires étrangères, et l'informe que la Comtesse de Launay revient d'Espagne avec des communiqués de guerre, lui demandant de solliciter le soutien de la Russie. Talleyrand accepte un pot-de-vin de l'ambassadeur d'Espagne pour arrêter la comtesse. Dans une auberge des Pyrénées, Étienne Gérard, témoin de l'arrivée de la comtesse, rêve de servir Napoléon. Lorsqu'elle est arrêtée, Gérard, qui en était tombé amoureux, l'aide à s'échapper et la conduit à Paris, où il est nommé capitaine.

## Fiche technique
- Titre original : The Fighting Eagle
- Réalisation : Donald Crisp
- Scénario : Douglas Z. Doty d'après 	Brigadier Gerard d'Arthur Conan Doyle
- Producteur : Cecil B. DeMille
- Photographie : Arthur C. Miller, J. Peverell Marley
- Montage : Barbara Hunter
- Genre : Romance, historique[2]
- Distributeur : Pathé Exchange
- Durée : 54 minutes
- Date de sortie : 29 août 1927

## Distribution
- Rod La Rocque : Etienne Gerard
- Phyllis Haver : Contesse de Launay
- Sam De Grasse : Talleyrand
- Max Barwyn : Napoleon
- Julia Faye : Joséphine de Beauharnais
- Sally Rand : Fraulein Hertz
- Clarence Burton : Col. Neville
- Alphonse Ethier : Major Oliver
- Emile Drain : Napoleon
- Carole Lombard